# عیسی سنگدوینی
عیسی سنگدوینی (زادهٔ ۲۸ مهرماه ۱۳۵۹ در گرگان) بازیکن سابق کبدی و والیبال و مربی تیم‌ملی والیبال ایران است.

## پیشینه
عیسی سنگدوینی سال‌ها مشغول فعالیت در رشته کبدی بوده است و موفق به کسب چندین مدال با تیم ملی کبدی ایران شده است. سپس عیسی سنگدوینی موفق به کسب مقام سوم جهانی با تیم‌ملی کبدی ایران در مسابقات پاکستان شده است. همچنین سنگدوینی سرمربی باشگاه والیبال پاس تهران در لیگ برتر والیبال ایران نیز بوده است.

## افتخارات
- مقام سوم جهان با تیم ملی سرکل کبدی بزرگسالان بعنوان بازیکن در کشور پاکستان[۱۲][۱۳][۱۴]
- نماینده فدراسیون جهانی والیبال در مسابقات تور جهانی والیبال ساحلی ایران -گلستان -بندر ترکمن دو دوره
- مقام سوم سرکل کبدی با تیم ملی سرکل  کبدی بزرگسالان بعنوان بازیکن ایران
- مربی تیم ملی بزرگسالان والیبال ایران [۱۵][۱۶]
- سرمربی تیم والیبال پاس در لیگ برتر و کسب عنوان سومی لیگ کشور
- سرمربی تیم پاس در لیگ دسته یک کشور و قهرمان لیگ دسته یک با ۲۱ بازی ۲۱ برد و صعود به لیگ برتر
- سرمربی تیم پاس در لیگ دو کشور و کسب عنوان قهرمانی کشور [۱۷]
- داور در جه دو بین المللی کشتی و اخذ مدرک داوری در کشور اسپانیا
- مربی بین المللی والیبال و مدرس فدراسیون
- دکتری مدیریت ورزشی
- قهرمان دو دوره والیبال ارتشهای جهان
- مقام سوم والیبال ارتشهای جهان برزیل
- سرپرست تیم ملی ساحلی بزرگسالان ایران در مسابقات اسیایی چین
- مقام چهارم المپیک والیبال ارتشهای جهان کره جنوبی
- مقام پنجم المپیک ارتشهای جهان چین[۱۸]
- قضاوت و داوری در مسابقات کشتی باشگاهای جهان ، قضاوت در مسابقات چندین دوره کشتی ارتشهای جهان
- رییس هیت والیبال استان گلستان به مدت ۸ سال و ۴ سال متوالی هیت اول و برتر کشور
- مربی تیم ملی والیبال ساحلی نیروهای مسلح ایران در مسابقات ارتشهان جهان و کسب سهمیه المپیک ارتشها
- سرمربی تیم‌ملی نیروهای مسلح ایران در مسابقات ارتش های جهان در کشور برزیل مقاوم سوم